# Landkreis Landshut
Landkreis Landshut (ung "Landshuts sekundärkommun") är en Landkreis i regionen Niederbayern, Bayern, Tyskland. Residensstad är Landshut.